# Цяньшань (Аньхой)
Цяньша́нь (кит. упр. 潜山, пиньинь Qiánshān) — городской уезд городского округа Аньцин провинции Аньхой (КНР).

## История
В 1323 году из уезда Хуайнин был выделен уезд Цяньшань (潜山县).
В 1949 году был создан Специальный район Аньцин (安庆专区) и уезд вошёл в его состав. В 1970 году Специальный район Аньцин был переименован в Округ Аньцин (安庆地区). В 1988 году округ Аньцин был преобразован в городской округ.
В 2018 году уезд Цяньшань был преобразован в городской уезд.

## География
В пределах границ городского уезда расположена гора Тяньчжушань.

## Административное деление
Городской уезд делится на 11 посёлков и 5 волостей.

## Экономика
Уезд является крупным центром производства бамбуковых циновок «шуси». 